# Beatrice Foods
Die Beatrice Foods Company war bis zur Übernahme durch Kohlberg Kravis Roberts & Co. im Jahr 1987 und der darauf folgenden Zerschlagung einer der größten US-amerikanischen Lebensmittelkonzerne.

## Unternehmensgeschichte
Das Unternehmen wurde 1894 unter dem Namen Beatrice Creamery Company durch George Everett Haskell und William W. Bosworth in Beatrice, Nebraska gegründet. Das Kerngeschäft bestand zunächst aus dem Ankauf und Verkauf von Molkereiprodukten sowie Eiern. In der Folgezeit erweiterte sich die Angebotspalette und Anfang des zwanzigsten Jahrhunderts war die Firma bereits in den gesamten Vereinigten Staaten tätig. 1913 zog die Firma daher nach Chicago, dem damaligen Zentrum der amerikanischen Lebensmittelindustrie.
Das Unternehmen wurde 1946 in Beatrice Foods Company umbenannt und expandierte kurze Zeit später nach Kanada. Eine der in Deutschland bekanntesten Marken der Firma war Avis Rent A Car. Die Umsätze stiegen bis 1984 auf zwölf Milliarden Dollar.
In den 1980ern begann der Niedergang der Firma. Zu schaffen machten Beatrice Foods vor allem eine Klage von Bewohnern aus Woburn (Massachusetts) sowie eine misslungene Werbestrategie. Die Kläger verklagten die Firma 1982 zusammen mit der W. R. Grace and Company wegen einer Trinkwasserverseuchung in den 1970ern in Woburn auf Schadensersatz und Schmerzensgeld. Die Kläger waren entweder selbst an Leukämie erkrankt oder hatten an Leukämie erkrankte Angehörige verloren. Ursache für die Erkrankungen waren offenbar in das Trinkwasser gelangte Chemikalien. Die Klagen wurden später außergerichtlich gegen Zahlungen in Millionenhöhe verglichen. Der Skandal diente dem Autor Jonathan Harr als Vorlage für den Roman Zivilprozess (Originaltitel: A Civil Action) und wurde später mit John Travolta in der Hauptrolle verfilmt.
1985 und 1986 erschien Beatrice bei Newman/Haas Racing und beim Team Haas (USA) als Sponsor im internationalen Motorsport.
Die Beteiligungsgesellschaft Kohlberg Kravis Roberts & Co. nutzte 1987 die Schwäche von Beatrice und übernahm den Konzern zum Preis von 8,7 Milliarden Dollar. Er wurde im folgenden Jahr in TLC Beatrice International umbenannt und Sparte für Sparte verkauft. 

## Beatrice Foods Canada
In Kanada existiert der Name Beatrice Foods weiter. Beatrice Foods Canada wurde 1969 als Tochter des US-amerikanischen Konzerns gegründet und 1978 aus dem Mutterkonzern ausgegliedert. Die Auflösung des Mutterkonzerns hatte deshalb keine Auswirkungen auf den kanadischen Betrieb. Er wurde 1997 vom italienischen Konzern Parmalat übernommen, der die Marke Beatrice später seinerseits an Lactalis verkaufte.